# シャイロ・シェパード
シャイロ・シェパード（英：Shiloh Shepherd）とは、アメリカ合衆国のニューヨーク州原産の発展途上犬種である。『一流の知性、大きく丈夫な体、優れた腰』を備えたワーキングドッグ時代のジャーマン・シェパード・ドッグ（以下、ジャーマン・シェパード）の姿を復元するために作出された。牧羊犬やペット、ドッグスポーツ等に適した犬種で、原産国を中心に近年徐々に知名度を上げているが、主要な畜犬団体に認められた犬種ではない。尚、オールド・ジャーマン・シェパード・ドッグは本種の遠く遡った原種。キング・シェパード、アメリカン・アルセイシアンとは、犬種として類似したコンセプトを持つが、異なる品種である。

## 歴史
1974年、ニューヨーク州に住む繁殖家ティナ・Ｍ・バーバーによって作出された。ドイツで生まれ育ったバーバーは、原産国で作業犬として使われていた頃のジャーマン・シェパードとアメリカで目にしたそれとがあまりにもかけ離れた姿をしていたため失望し、アメリカ中を探したが、昔ながらの姿をとどめたジャーマン・シェパードを発見する事が出来なかった。当時のアメリカでは警察犬かショー用に繁殖されるものが主だったため、細身でサイズが小さい犬が多く、また犬質も虚弱なものが多く見られるようになっていたことも一因であった。
バーバーは自身の記憶に残る理想のジャーマン・シェパードの姿を復元するため、綿密な復元・作出計画を立て、1962年に繁殖プロジェクトを開始した。厳選されたジャーマン・シェパード達を用いて数種の牧羊犬タイプの犬種をかけ合わせながら遺伝病を減らす努力が続けられ、特に肘と腰の丈夫さ、安定した性質、サイズ、背中のラインの改良などが行われた。その後腰を強化する目的でオーバーサイズのアラスカン・マラミュートの血も導入され、シャイロ・シェパードが完成した。

## 性質
シャイロ・シェパードはペットとして優れた資質を持ち、非常に安定して知的かつ穏やか、忠実で勇敢である。他の犬や子供に対しても寛容で友好的だが、シェパードが本来持つ「家・家族の防衛」の本能も根強く受け継がれており、見知らぬ人間や不審なものが家に近づくと激しく吠えて飼い主に知らせる。
オビディエンス競技や、穏やかな性質を生かしたセラピー等の作業が適する。訓練性能はジャーマン・シェパードと比較すると劣るが、補助・介助、捜索救難、防衛競技、探知、水難救助等の仕事をこなしたり、牧羊やアジリティ、ドラフティングなどのドッグスポーツで優れた成績をおさめる個体も存在する。シャイロ・シェパード犬種本来の美点を最大限に生かすためには訓練は不可欠であり、多くのブリーダーや愛好会によって積極的に推奨されている。
この犬種にとって過度の攻撃性や過敏性・臆病さは重大な欠点であり、該当する性質を持つ犬は繁殖プログラムから除外される。

## 特徴
体高は雄71～76cm、雌66～71cmで、体重は雄54～65kg、雌45～54kg。
大柄でがっしりとし、背が平らで腰が丈夫である。体高に対して胴が長く、歩様はジャーマン・シェパードの様な素早さはないが、スムーズでパワフルかつリズミカルである。耳は立ち耳で、尾はふさふさしたサーベル型の垂れ尾である。瞳は茶褐色で、冴えて知的な印象を与える。コートは基本的にやや長めの中毛（プラッシュ・コートと呼ばれる）で、スムース・コートタイプの血統も維持されている。毛色は様々な色調のセーブルが多く、次いでバイカラー、サドル、ブラック、クリーム、ホワイトなどがある（胸元と足先以外にある白斑は欠点）。目の縁、鼻、唇は色素に富み、濃いほど良い。ブルーやレバー等希釈された毛色を持つもの、目の縁、鼻、唇の色素が薄いもの、長すぎる毛、薄毛、巻き毛のもの、巻き尾、立ち尾、オーバーショット、アンダーショットの個体は認められない。換毛量は多く、トップコートは通年、アンダーコートは年に二回程度の換毛がある。週に数回のブラッシングが必要である。体格が大きく、毛量も多いため冷涼な気候を好む。
この犬種は生後３年前後までゆるやかな成長が続く。体が完全に成熟するまでは、関節にストレスのかかる激しい運動（自転車での引き運動など）や跳躍を繰り返す様なドッグ・スポーツは厳禁である。成熟前の若犬の時期は特に自由運動を多く取り入れることが推奨されており、このため庭のある家庭にしか子犬を譲らないブリーダーもいる。性質、体の大きさ、声量、換毛量、運動の傾向、エネルギーレベルを踏まえると、マンションなどの集合住宅での飼育には適さない犬種である。

## 健康面
胃捻転、小腸内細菌異常増殖（SIBO）、膵外分泌不全、遺伝的な股関節形成不全、肘関節形成不全等が特に懸念される。
成長期に汎骨炎（Panosteitis）を経験する個体も比較的多い。平均寿命は９年ー１４年。